# 日髙志穂
日髙 志穂（ひだか しほ、1月3日 - ）は、競技麻雀のプロ雀士。岐阜県出身。
日本プロ麻雀連盟中部本部所属。団体内の段位は二段。

## 獲得タイトル
- 新人王戦（第32期）[1]